# Михайловка (Коливанський район)
Михайловка (рос. Михайловка) — присілок у Коливанському районі Новосибірської області Російської Федерації.
Входить до складу муніципального утворення Пихтовська сільрада. Населення становить 16 осіб (2010).

## Історія
Згідно із законом від 2 червня 2004 року органом місцевого самоврядування є Пихтовська сільрада.

## Населення
| 2002 | 2007 | 2010 |
| ---- | ---- | ---- |
| 25   | ↘23  | ↘16  |